# 六苞藤
六苞藤（学名：Symphorema involucratum），为马鞭草科六苞藤属下的一个种。